# Ngôi sao David

Ngôi sao David

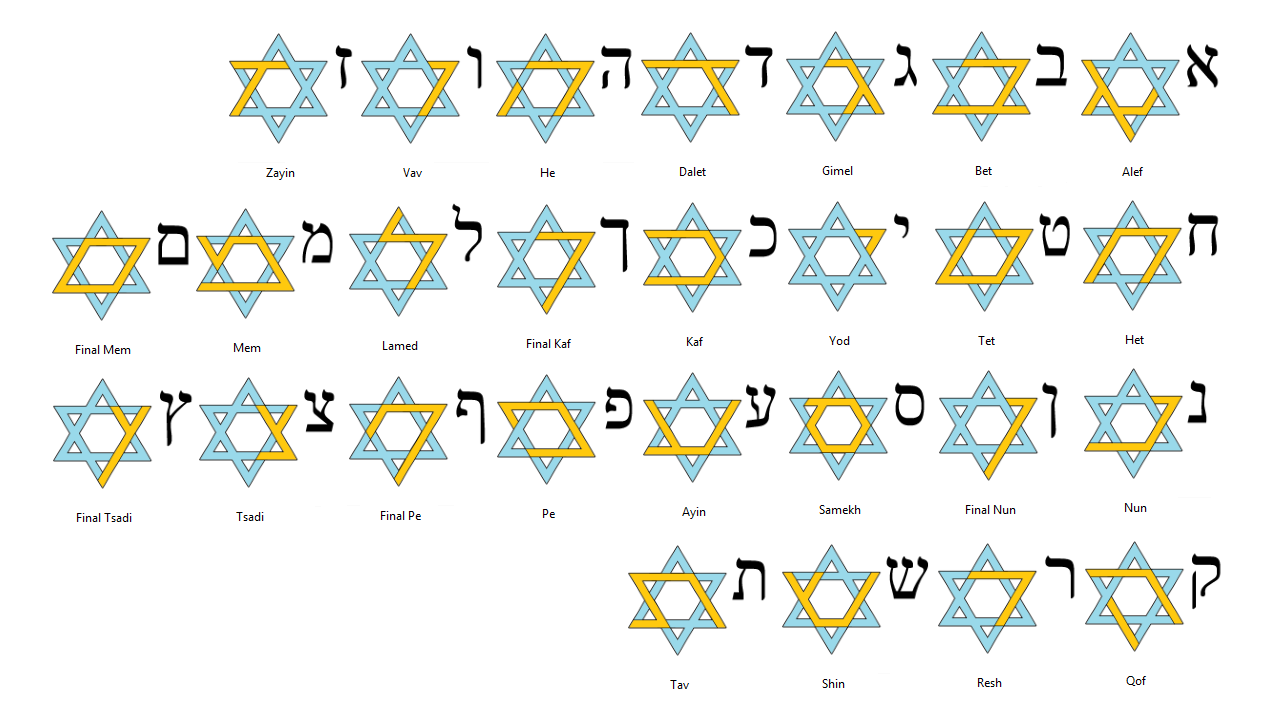
Bảng chữ cái tiếng Do Thái cho thấy những chữ cái Hebrew nằm khớp với ngôi sao David

Ngôi sao David, trong tiếng Do Thái được gọi là Tấm khiên David (Tiếng Hebrew מָגֵן דָּוִד; Tiếng Hebrew Kinh thánh Māḡēn Dāwīḏ [maːˈɣeːn daːˈwiːð], Tiếng Hebrew Tiberia [mɔˈɣen dɔˈvið], Tiếng Hebrew hiện đại [maˈɡen daˈvid], Tiếng Hebrew Ashkenazi, Tiếng Yiddish Mogein Dovid [ˈmɔɡeɪn ˈdɔvid] hay Mogen Dovid) được công nhận rộng rãi là biểu tượng cho nhân dạng Do Thái và Do Thái giáo. Nó có dạng ngôi sao sáu cạnh do hai tam giác đều hợp nên. Từ thế kỷ 14 đến thế kỷ 16 ngôi sao này đã có ở Trung Âu - nơi Tấm khiên David được dùng kết hợp với Dấu triện của Solomon trên các lá cờ của dân Do Thái. Từ thế kỷ 17 trở đi, ngôi sao David đã được dùng làm biểu tượng của đạo Do Thái. Nguồn gốc của ngôi sao này có thể là từ lá bùa hộ mạng của người Do Thái có từ thời Trung Cổ (thế kỷ 11 đến thế kỷ 13).6 cánh còn mang ý nghĩa bảo hộ và che chắn người sống khỏi các linh hồn đã khuất